# جان باتيست جيرمان
جان باتيست جيرمان (بالفرنسية: Jean-Baptiste Germain)‏ هو دبلوماسي وشاعر فرنسي، ولد في 1701 في مارسيليا في فرنسا، وتوفي في 1781.